# کوین ویکس
کوین ویکس (متولد۴ آوریل ۱۹۷۵) یک دروازه‌بان حرفه‌ای هاکی روی یخ کانادایی می باشدکه ۳۴۸ بازی در لیگ ملی هاکی (ان ایچ ال) انجام داد. وی درحال حاضر یک تحلیلگر استودیویی برای شبکه‌های ان ایچ ال در حال پرواز، ان ایچ ال امشب، و نکته از ای اس پی ان است، در حالی که برای ای اس پی ان / ای بی سی نیز کار می‌کند.

## حرفه بازی کردن

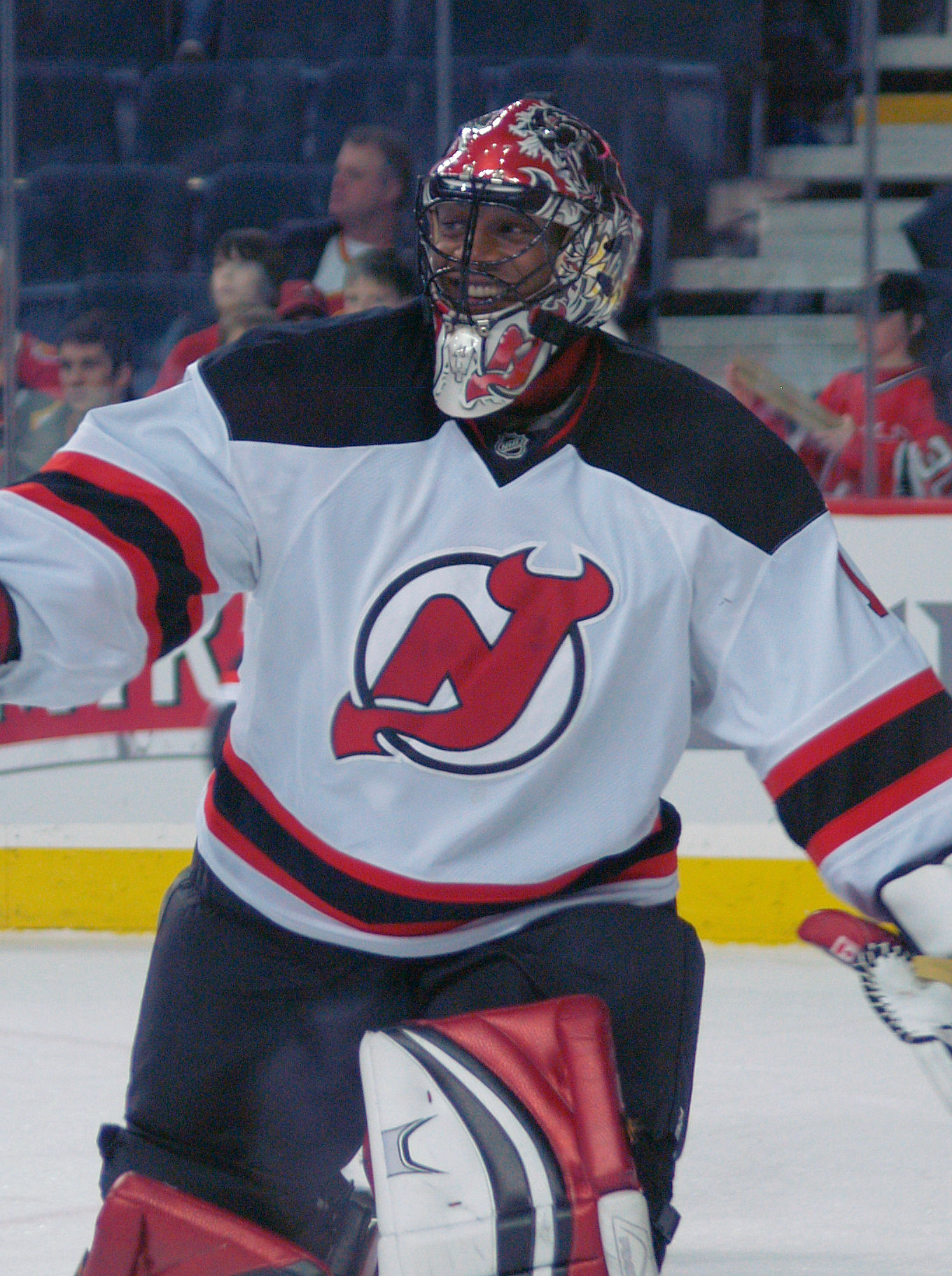
هفته‌ها با نیوجرسی دیویلز

در سنین جوانی، ویکس در مسابقه‌های بین‌المللی هاکی پی-وی کبک در تاریخ۱۹۸۹ با تیم مینور هاکی روی یخ تورنتو رد وینگز بازی کرد.
حرفه ویکز با اوون ساند پلاتز لیگ هاکی انتاریو شروع شد. او همچنین حضور کوتاهی در اتاوا ۶۷ داشت.
وی در تاریخ۱۹۹۳ توسط پانترز فلوریدا در پیش نویس ورودی ان ایچ ال در جایگاه۴۱ واقع شد. در تاریخ۱۹۹۶، در حالی که برای لیگ هاکی پانترز آمریکا (ای ایچ ال)، کارولینا مونارکس بازی می‌نمود، ویکس برای شرکت در مسابقات جام اسپنگلر در تاریخ۱۹۹۶ به روچستر آمریکایی قرض داده شد و به نام ام وی پی مسابقات منتخب شد. او نخستین بازی ان ال ایچ خود را با پانترز در تاریخ ۱۶ اکتبر ۱۹۹۷ انجام داد و در ۱۱ بازی ۰–۵–۱ برای پانترز انجام داد. تابستان بعد او در یک معامله برای پاول بوره به ونکوور کاناکس مبادله شد و رکورد ۶–۱۵–۵ را در ۳۱ بازی در یک فصل و نیم کسب نمود و بعداً در نیمه راه فصل ۱۹۹۹–۲۰۰۰ به جزیره نیویورک مبادله شد. در انتهای آن فصل، او به تامپا بی لایتنینگ مبادله شد، جایی که تا پایان فصل ۰۲–۲۰۰۱ در آنجا بازی نمود.
کارولینا هوریکانز در تاریخ۵ مارس ۲۰۰۲ ویکس را برای کریس دینگمن و شین ویلیس خریداری نمود. ویکز غالبابه نام پشتیبان برای آرتور ایربه در طول باقی مانده فصل معمولی عمل نمود و تنها در دو بازی از ۱۷بازی پایانی برای هاریکنز بازی نمود. در طول بازی‌های پلی آف، ویکس نقش اساسی در راهیابی هاریکن‌ها به فینال جام استنلی در سال ۲۰۰۲ ایفا نمود. ویکز در هشت بازی در طول پلی آف ۲۰۰۲ بازی نمود، از جمله رهایی از ایربه در دور اول، شکست در بازی چهارم مقابل نیوجرسی دیویلز، و آغازدر دروازه در طول بازی‌های سریع اتاثر۵ و ۶ آن سری، که هاریکنز در ۴بازی به برتری رسید. دو ویکس همچنین بازی‌های ۱، ۲و ۳دور دوم را در برابر مونترال کانادینز شروع نمود و بعد با ایرب جانشین او شد. در طول بازی‌های پلی‌آف، ویکز بسته‌های پشت سر هم را با ۳۲ سیو در بازی ۶دور اول برابرنیوجرسی دیویلز و ۲۵ سیو در بازی یکی از دور دوم برابرمونترال کانادینز ثبت نمود.
ویکس دروازه‌بان واقعی هاریکنز در اندازهٔ فصل ۰۳–۲۰۰۲ بود که در ۵۱ بازی بازی نمود و فرانجام ۹-۱۴-۲۴ را به ثبت رساند و دروازه‌بان واقعی هاریکنز در فصل ۰۴–۲۰۰۳ بود که در ۶۶ بازی با امتیاز ۲۳-۳۰-۱۱ بازی نمود. رکورد.
ویکس پیش از قفل شدن ان ایچ ال۲۰۰۴–۰۵ به اسم یک بازیکن آزاد با نیویورک رنجرز قرارداد امضا نمودو اولین بازی خود را با رنجرز در ۵ اکتبر ۲۰۰۵ در بازی مقابل فیلادلفیا فلایرز کسب نمود. وقت او با رنجرز امیدوار کننده به نظر می‌رسید تا اینکه یک مصدومیت باعث شد وی از نقش آفرینی بیرون نرفت و وی رتبه شماره یک خود را به هنریک لوندکویست از دست نمود. لوندکویست به جای ویکس داخل زمین شد و بسیار خوب نقش آفرینی نمود. ویکس بعد از برگشت سالم وی به تیم، در روحیه خوبی باقی ماند، حتی اگر به جایگاه دوم و به لوندکویست تازه‌کار بازگشته بود. وی بعداز یک فصل نه چندان درخشان ۲۰۰۶–۰۷ تبدیل به یک بازیکن آزاد بدون قید شد.
در تاریخ۵ ژوئیه ۲۰۰۷، وی با نیوجرسی دیویلز قراردادی امضا نمود تا به نام پشتیبان برای ستاره مارتین برودر خدمت نماید. در فصل ۰۹–۲۰۰۸، برودور دچار مصدومیت شد که حدوداً مجموع فصل را از میدان هادور نمود. این کارش باعث شد که ویکس و اسکات کلمنسن برای کسب جایگاه اول بجنگند. برودور برگشت، ویکس به نام پشتیبان باقی ماند و کلمنسن به ای ایچ ال برگردانده شد. ویکز در یک بازی درتاریخ۳ آوریل ۲۰۰۹ مصدوم شد. کلمنسن به عنوان پشتیبان برودر مسئولیت را بر عهده گرفت. شیاطین به پلی آف راه یافتند اما در بازی هفتم مرحله یک چهارم نهایی کنفرانس شرق به کارولینا هاریکنز شکست خوردند.
ویکس در تاریخ۲۷ سپتامبر ۲۰۰۹ تعاقل خود را از بازی اعلام کرد.

## حرفه صدا و سیما
ویکس در تاریخ۲۰۰۹ تاریخ ساز شد، هنگامی که او نخستین تحلیلگر سیاه‌پوست در هاکی روی یخ شد. ویکس تشریح رنگی برای بازی‌های ان ایچ ال در شبکه ان ایچ ال و شب هاکی در کانادا عرضه می‌کند. در نسخه ۲۰۱۱ هاکی نیوز از ۱۰۰ فرد قدرتمند در هاکی روی یخ، ویکس یکی از ۴۰ نفر برتر زیر ۴۰ سال در نظر گرفته شد
در تاریخ۲۰۲۱، ویکس نخستین کار خود را به نام یک تحلیلگر برای ان اچ ال در ای اس پی ان انجام داد. او در طول پوشش ای اس پی ان پیش نویس توسعه ان ایچ ال۲۰۲۱ و پیش نویس ان ایچ ال۲۰۲۱ ظاهر شد.

## زندگی شخصی
ویکس در تورنتو، انتاریو متولد شد. والدین او از باربادوس به کانادا مهاجرت نمودند و به مؤسسه کالج دکتر نورمن بتون رفتند.
دلیل اینکه ویکس بعضی پیراهن شماره ۸۰ را بن تنش می‌کند این است که قصد داشت ۰۰ به تن کند. با این حال، ان ایچ ال به بازیکن اجازه نمی‌دهد که پیراهن‌های تک یا دو برابر صفر بن تن کند. ویکز عددی را منتخب نمود که بیشتر به ۰۰ شباهت داشت. پس از امضای قرارداد با نیوجرسی دیویلز، در نتیجه سیاست مدیر کل سابق لو لاموریلو مبنی بر پوشیدن پیراهن‌های ۱–۴۰ به استثنای بازیکنان خیمه شب بازی، به ویکس پیراهن شماره ۱ داده شد. ویکس در هاکی نوجوانان وقتی برای تیم اتاوا ۶۷ بازی می‌کرد، ۰۰ می‌پوشید.
ویکس و ویلی آوری در فرامد کل از کریس متنفرند «کل از گرتزکی متنفرند» در تاریخ۲۰۰۸ ظاهر شدند.